# Stichopogon pusio
Stichopogon pusio är en tvåvingeart som först beskrevs av Macquart 1849.  Stichopogon pusio ingår i släktet Stichopogon och familjen rovflugor. Inga underarter finns listade i Catalogue of Life.